# Rik van Hulst
Rik van Hulst (1989) is een Nederlandse onderzoeksjournalist. 
Rik van Hulst studeerde Bedrijfskunde en Sociale Geografie aan de Radboud Universiteit in Nijmegen. Al in zijn studententijd schreef hij artikelen voor Synjaal en het Algemeen Nijmeegs Studentenblad (ANS). In 2013 schreef hij als stagiair in het Afrikaanse Oeganda voor het magazine van de VN-Mensenrechtenorganisatie HRCU en analyseerde er Oegandese wetten en wetsvoorstellen.  
In 2014 werd hij online Journalist bij De Gelderlander en was enkele jaren redacteur voor KinderTV van het Radboudumc.
Rik van Hulst werkt vanaf april 2016 als verslaggever bij De Limburger. Hij maakte onder meer een reeks verhalen over openbare orde en veiligheid in Limburg. 
Na het lezen dat er in 2018 liefst 46 verkeersdoden waren gevallen op de Limburgse wegen, ging hij met zijn collega Judith Janssen op zoek naar de achterliggende verhalen. De tientallen verhalen van de nabestaanden verwerkten ze tot de 20-delige artikelenserie Project 46.  Ook verwerkten ze de verhalen tot een podcastserie. 
Samen met Astrid Cornelisse (Reporter Radio) maakte hij Spodlicht, een podcast over ethische dilemma's en keuzes in de journalistiek en de totstandkoming van verhalen.  De podcast Spodlicht werd in 2018 genomineerd voor de Dutch Podcast Awards. 

## Erkenning
Van Hulst won in 2020 met Project 46 de journalistieke prijs De Tegel in de categorie 'regionale journalistiek'. 
In 2020 won hij samen met Sjors van Beek de journalistieke prijs De Tegel.  Zij kregen de onderscheiding voor hun publicaties 'Politieaffaire Horst' over misstanden bij de politie in Horst en Peel en Maas. 

## Prijs
- De Tegel (2020)
- De Tegel (2019)